# Heinz Burmeister (Mediziner)
Heinz Burmeister (* 27. Mai 1920 in Wiek auf Rügen; † 29. Januar 1995 in Magdeburg) war ein deutscher Neurochirurg und Hochschullehrer.

## Leben
Nach dem Besuch des Gymnasiums in Kolberg studierte Heinz Burmeister ab 1940 Medizin. Durch Einberufung zur Wehrmacht konnte er das Studium erst 1945 nach der Entlassung aus der Kriegsgefangenschaft an der Universität Greifswald fortsetzen. 1948 legte er dort bei Willi Felix das Staatsexamen ab und promovierte 1949. Als Arzt erhielt er eine Anstellung an der Charité in Berlin. An der dortigen Humboldt-Universität habilitierte er sich 1954. Das Thema seiner Habil-Schrift lautete Tierexperimentelle Untersuchungen zur chemischen Behandlung des Kammerflimmerns.
Er spezialisierte sich auf Neurochirurgie, wurde 1956 zum Oberarzt ernannt und 1962 Direktor der Chirurgischen Abteilung des Krankenhauses Magdeburg-Altstadt. Dort wurde er gleichzeitig stellvertretender ärztlicher Direktor und Professor an der Medizinischen Akademie. Mit 59 Jahren trat er 1979 in den vorzeitigen Ruhestand.
Heinz Burmeister war Sekretär der Gesellschaft für Chirurgie der DDR.

## Schriften (Auswahl)
- Tierexperimentelle Untersuchungen zur chemischen Behandlung des Kammerflimmerns. In: Wissenschaftliche Zeitschrift der Humboldt-Universität zu Berlin. Mathematisch-naturwissenschaftliche Reihe 4 (1954/1955), Nr. 4.
- Zur Chirurgie der Fehlbildung des Schädels. In: Zentralblatt für Chirurgie 87 (1962), S. 220–230.
- Zur Frage des intra- und extraduralen Dura-Verschlusses bei frontobasalen Schädelverletzungen. In: Zentralblatt für Chirurgie 87 (1962), S. 297–303.
- Reoperation an den Gallenwegen. In: Das deutsche Gesundheitswesen 22 (1967), Heft 38, S. 1779–1788.